# Кнотек, Ханси
Ханси (Иоганна) Кнотек (нем. Hansi (Johanna) Knoteck; 2 марта 1914, Вена, Австро-Венгрия — 23 февраля 2014, Эгштетт, Германия) — австрийская актриса.

## Биография
Иоганна Кнотек родилась в семье страхового служащего и приходилась внучатой племянницей австрийской актрисе Катарине Шратт. В 14 лет девушка была принята в знаменитую венскую балетную школу и затем три года обучалась в Венской академии музыки и исполнительского искусства. Её театральный дебют на сцене состоялся в Мариенбаде в пьесе «Юная любовь». Затем её пригласили на работу в лейпцигский Старый театр. Она продолжала играть в театре, даже получив контракт с UFA. В кино Ханси пришла в 1934 году, получив главную роль в экранизации «Замка Губертуса» Людвига Гангхофера.
С началом войны кинокарьера Кнотек прервалась. 
В 1940 году она вышла замуж за актёра Виктора Штааля, в 1942 году у них родился сын Ханнес. Семья переехала в Мюнхен. 
В годы войны супруги участвовали в австрийском антифашистском подполье. Ханси Кнотек продолжила работу в кино в 50-е годы, а к середине 70-х завершила свою кинокарьеру. 
Скончалась в конце февраля 2014 года, за несколько дней до своего 100-летия, однако известно о её смерти стало лишь 20 августа .

## Фильмография
- 1934: Замок Губертус — Schloß Hubertus
- 1934: Fürst Woronzeff
- 1935: Das Mädchen vom Moorhof
- 1935: Der Zigeunerbaron
- 1935: Die Heilige und ihr Narr
- 1936: Inkognito
- 1937: Waldwinter
- 1937: Brillanten
- 1937: Das schöne Fräulein Schragg
- 1937: Das Schweigen im Walde
- 1937: Человек, который был Шерлоком Холмсом — Der Mann, der Sherlock Holmes war
- 1937: Ritt in die Freiheit
- 1937: Wenn Frauen schweigen
- 1937: Gewitter im Mai
- 1938: Prinzessin Wildfang
- 1938: Der Edelweißkönig
- 1939: Heimatland
- 1939: Waldrausch
- 1940: Das sündige Dorf
- 1940: Im Schatten des Berge
- 1940: Der laufende Berg
- 1941: Venus vor Gericht
- 1942: Die Erbin vom Rosenhof
- 1944: Das war mein Leben
- 1948: Leckerbissen
- 1950: Die fidele Tankstelle
- 1951: Grenzstation 58
- 1951: Heimat deine Sterne
- 1952: Haus des Lebens
- 1952: Heimatglocken
- 1954: Am Anfang war es Sünde
- 1955: Der dunkle Stern
- 1955: Der Pfarrer von Kirchfeld
- 1974: Der Jäger von Fall